# 680-ті до н. е.

## Події

### Давня Греція
- За одним з датувань 685 року до н. е. розпочалася друга Мессенська війна (за іншими джерелами — лише 668 року до н. е.).
- Вихідці з островів Родос та Крит заснували колонію Гела близько 690—689 років до н. е.
- З приблизно 687—685 років до н. е. першим царем Лідії з династії Мермандів був Гігес. Закріпившись на троні, він негайно розпочав загарбницьку політику, зокрема атакував Мілет та Смірну, хоча й невдало.

### Близький Схід та Єгипет
До 681 року до н. е. царем Ассирії був Сін-аххе-еріба. У 689 році у Вавилоні повстав Мушезіб-Мардук, намісник Ассирії. Сін-аххе-еріба обложив місто та запропонував здатися, але вавилонці відмовилися, ймовірно очікуючи допомоги від Еламу. Втім, допомога не прийшла, асирійці взяли місто, яке цар наказав знищити. Надалі під тиском народу (Вавилон був священним містом) його було частково вібудовано. Також Сін-аххе-еріба займався розбудовою столиці Ассирії Ніневії. Назвав своїм спадкоємцем не старшого сина, а молодшого, що, можливо, слугувало причиною його вбивства старшими синами у 681 році до н. е. Втім, трону це їм не принесло, царем став молодший Асархаддон.
Фараоном Єгипту з приблизно 690 року до н. е. був Тахарка, останній з XXV династії. Він вів війну з Ассирією в союзі з фінікійськими містами та Кіпром, контролював Єгипет та Нубію.

## Персоналії

### Діяльність
- Нума Помпілій, легендарний другий цар Риму

### Померли
- близько 687—685 років до н. е., Садіатт I, останній цар Лідії з династії Гераклідів, вбитий своїм воєначальником Гігесом